# Фонд Гуггенхайма
Фонд Гуггенха́йма, иногда Фонд Гуггенхе́йма (англ. Solomon R. Guggenheim Foundation) — некоммерческая организация по поддержке современного искусства, созданная американским миллионером и меценатом, «медным королём» Соломоном Р. Гуггенхаймом (1861—1949) и немецкой художницей-абстракционисткой Хиллой фон Ребай  (1890—1967) в 1937 году. Правление фонда находится в Нью-Йорке.

## Коллекция
Собранием произведений искусства для фонда занималась Хилла фон Ребай, и на его основе в 1937 году фонд был основан промышленником и коллекционером Соломоном Гуггенхаймом. Концепцию собрания разработала Х. фон Ребай совместно с художниками В. Кандинским, Р. Бауэром и О. Небелем и презентовала её как центр абстрактного искусства. Коллекция С. Гуггенхайма на протяжении последующих десятилетий заметно расширилась за счёт покупки других собраний, а также дарений. В настоящее время это одна из крупнейших в мире коллекций произведений искусства эпохи классического модернизма конца XIX — первой половины XX веков. Здесь можно увидеть произведения таких мастеров, как Дега, Клее, Пикассо, Ф. Марк, Леже, А. Колдер, Й. Бойс, Мондриан, Кокошка, Кандинский, Миро, Бекман, Раушенберг, Ротко и многих других. В собрание вошли некоторые ранее широко известные коллекции, например собрание Хильды и Джастина Таннхаузер (импрессионизм, пост-импрессионизм и ранний модернизм), собрание Катерины Дрейер (скульптура и живопись раннего авангарда), собрание Карла Нирендорфа (немецкий экспрессионизм), собрание Пегги Гуггенхайм (сюрреализм и абстракционизм), собрание графа Джузеппе Панза ди Бьюмо (минимализм и концептуальное искусство).

## Музеи
В настоящее время фонд Гуггенхайма располагает четырьмя музеями. Это:

### Музей Соломона Гуггенхайма в Нью-Йорке

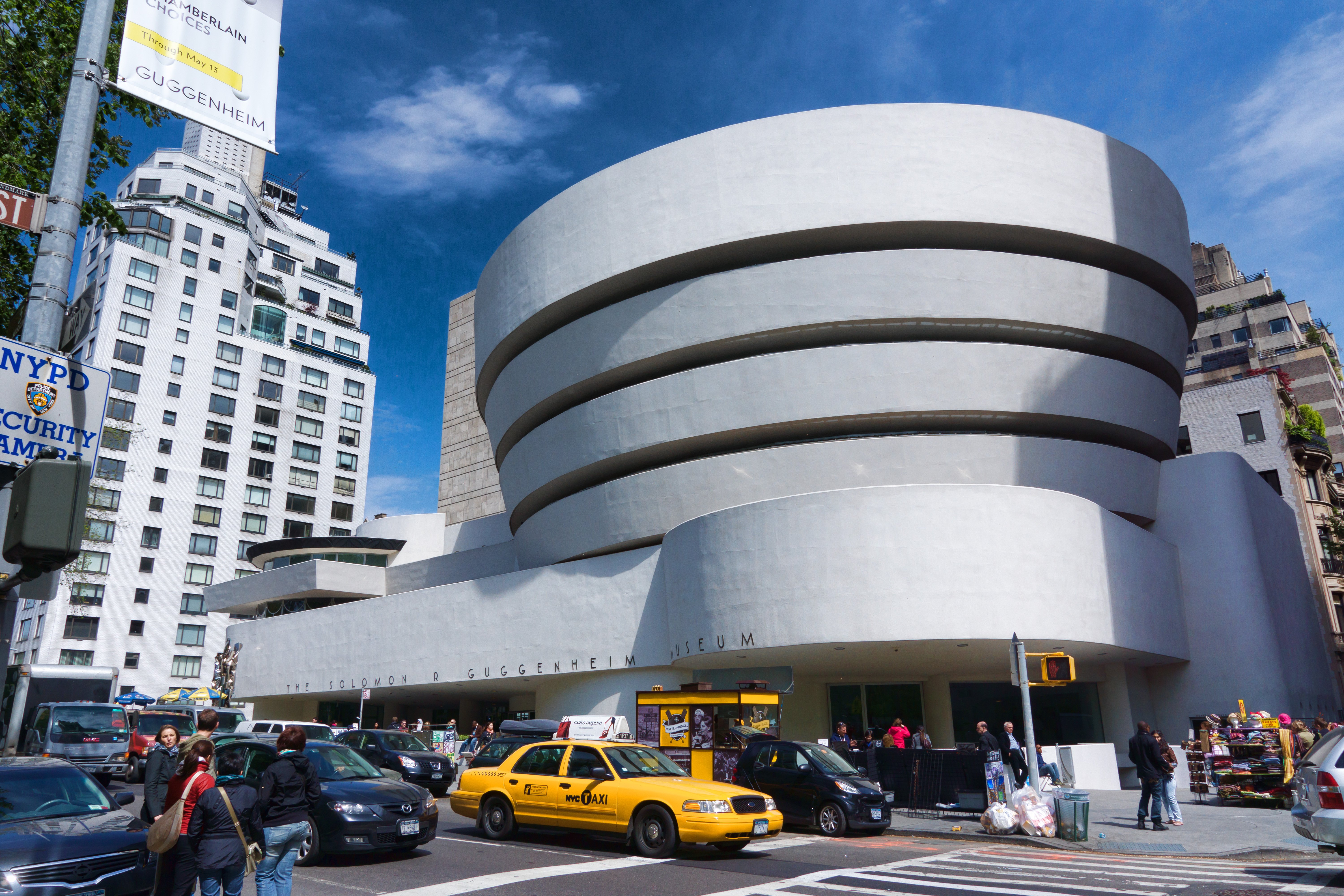
Музей Соломона Гуггенхайма в Нью-Йорке

Старейший из Гуггенхайм-музеев, был открыт в 1939 году, в 1952 получил нынешнее название. Здание было спроектировано архитектором Фрэнком Л.Райтом и построено в 1956—1959 годах. В 1992 была проведена реконструкция здания и возведена ещё одна башня (предусмотренная ещё проектом Ф. Л. Райта), в результате чего площадь музея увеличилась в два раза.

### Музей Пегги Гуггенхайм в Венеции

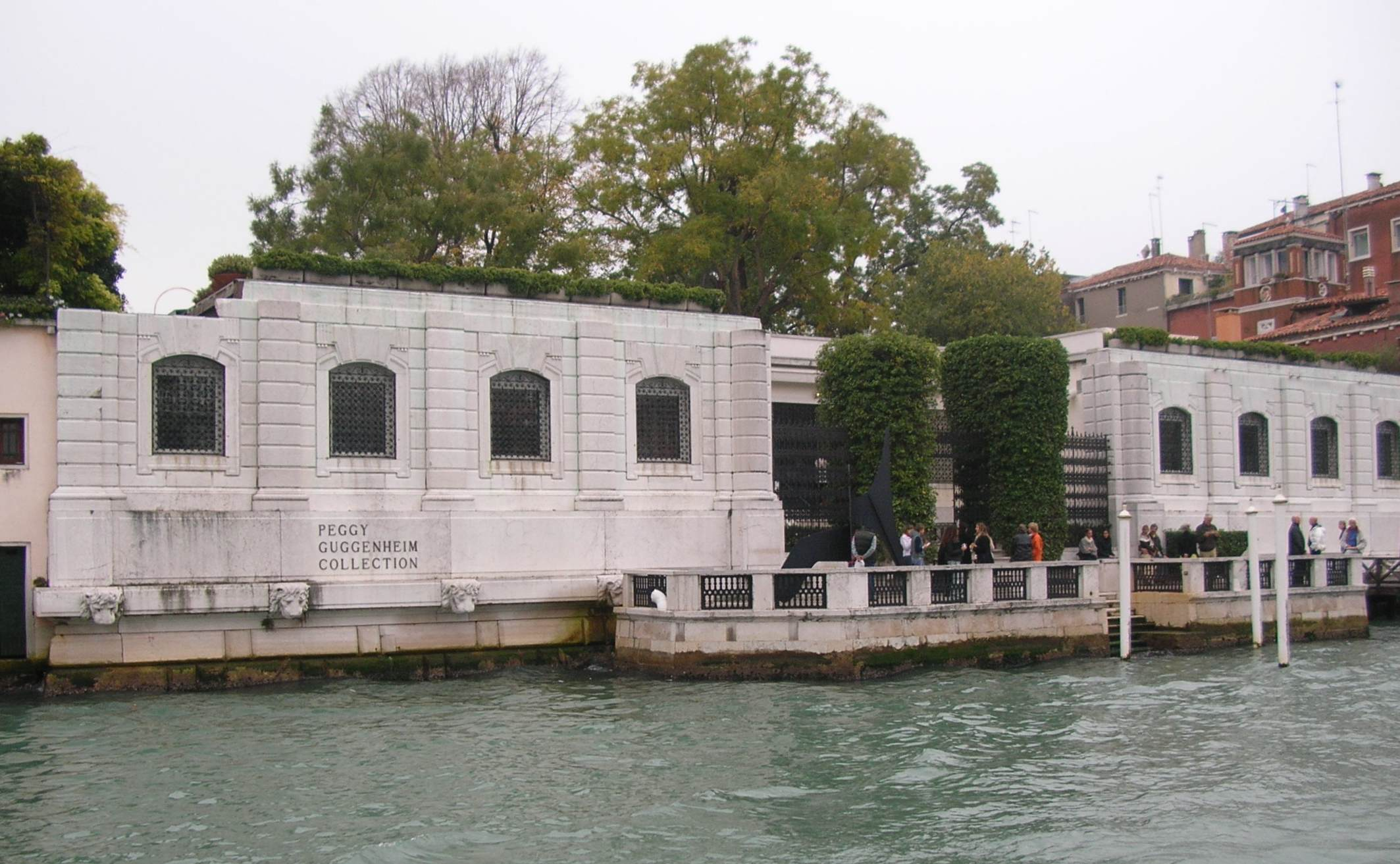
Музей Пегги Гуггенхайм в Венеции

Основан в 1951 году, входит в состав фонда с 1976 года. Расположен в построенном в 1798 году Палаццо Веньер деи Леони. Здание было куплено в 1949 году Пегги Гуггенхайм, и в нём она проживала вплоть до своей кончины. Ещё при жизни хозяйки некоторые помещения палаццо и прилегающий парк были открыты для посещений. После её смерти здание было реставрировано и перестроено для размещения в нём музея.

### Музей Гуггенхайма в Бильбао

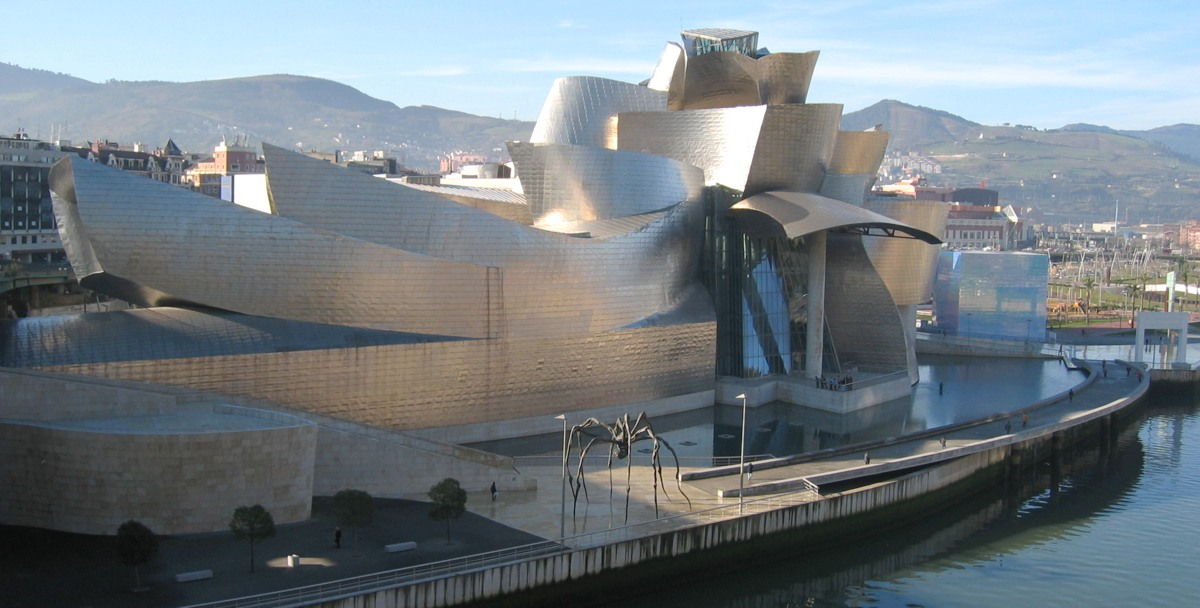
Музей Гуггенхайма в Бильбао

Открыт в 1997 году. Предложение от фонда к правительству Страны Басков об открытии художественного музея поступило ещё в 1981 году. Здание спроектировано архитектором Фрэнком Гери и считается одним из символов Бильбао. Выставочная площадь музея составляет 11 тыс. м², общая — 24 тыс. м².

### «Дойче-Гуггенхайм» в Берлине

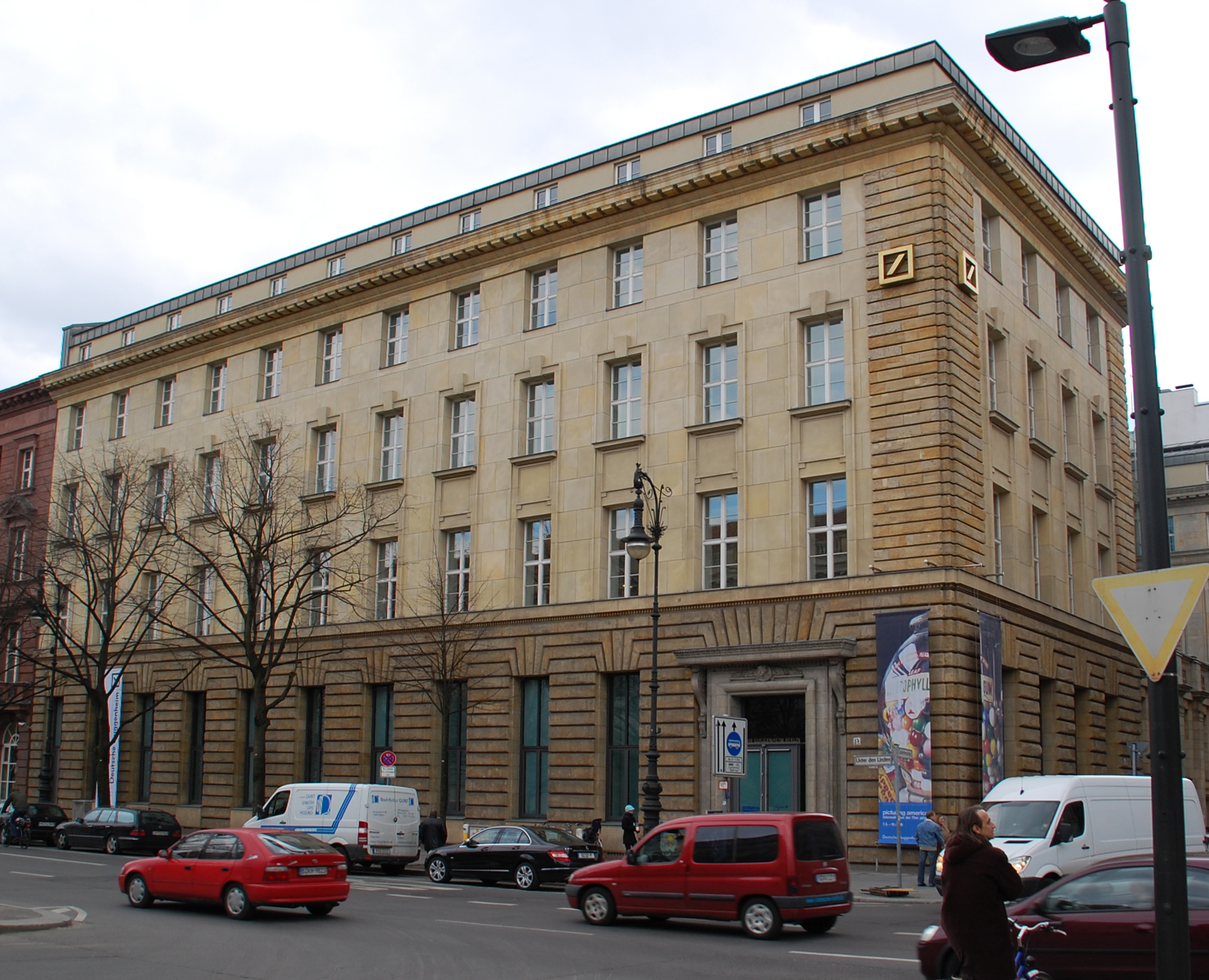
«Дойче-Гуггенхайм» в Берлине

«Дойче-Гуггенхайм» был создан в ноябре 1997 года при поддержке Дойче банк и расположен в бывшем здании правления банка на Унтер-ден-Линден, в центре германской столицы.
Ранее существовали также музеи фонда в нью-йоркском районе СоХо (на Манхэттене, в 1992—2002), «Дойче-Гуггенхайм» в Лас-Вегасе (2000—2008). Планируется открытие новых музеев в Гвадалахаре (Мексика), в Гонконге, в Сингапуре и в Рио-де-Жанейро. В ближайшие годы по проекту Ф.Гэри здание музея Гуггенхайм-Абу-Даби будет построено на острове Саадият в Абу-Даби.

## Фильмотека
- Sigrid Faltin: Vom Kupferkönig zum Kunstkonzern. Die Guggenheim-Geschichte (От медного короля к магнату искусств). 30 Minuten, ARD 2006.